# ولادیمیر هورونجی
ولادیمیر هورونجی (انگلیسی: Vladimir Horunzhy؛ زادهٔ ۱۹ سپتامبر ۱۹۴۹) تهیه‌کننده فیلم، آهنگساز اهل اتحاد جماهیر شوروی است. وی از سال ۱۹۶۹ میلادی تاکنون مشغول فعالیت بوده‌است.
از فیلم‌های او می‌توان به خون بی‌گناه اشاره کرد.